# Wydawnictwo Uniwersytetu Kazimierza Wielkiego
Wydawnictwo Uniwersytetu Kazimierza Wielkiego (poprzednio Wydawnictwo Akademii Bydgoskiej) – wydawnictwo założone w 1971 roku.
Specjalizuje się w publikacjach naukowych wydając monografie, rozprawy naukowe, skrypty, zeszyty naukowe, prace pokonferencyjne, informacyjne, przewodniki metodyczne i czasopisma. Dokumentują one dorobek pracowników naukowych uczelni i reprezentują różne dziedziny wiedzy. Część publikacji to podręczniki i książki stanowiące praktyczne przewodniki po danej dziedzinie.